# ديوكو كالويتوكا
ألان ديوكو كالويتوكا (بالفرنسية: Dioko Kaluyituka)‏ (من مواليد 2 يناير 1987 في كينشاسا) هو لاعب كرة قدم كونغولي ديمقراطي لعب سابقاً لصالح نادي الغرافة القطري. وقد مثل اللاعب نادي تي بي مازيمبي في بطولتي دوري أبطال أفريقيا وكأس العالم لأندية كرة القدم. وقد منح جائزة الكرة الفضية في كأس العالم للأندية 2010 في الإمارات.

## مسيرته
ولد كالويتوكا في كينشاسا عاصمة جمهورية الكونغو الديمقراطية. في عام 2004 وقع مع نادي فيتا (كينشاسا) والذي لعب له سنتين. وفي عام 2007 انتقل للعب في صفوف تي. بي. مازيمبي وفيه لقي النجاح المنتظر. لعب للنادي في دوري أبطال أفريقيا 2007 حيث وصلو لدور الستة عشر حتى اخرجه نادي الجيش الملكي المغربي من البطولة. وخلال دوري أبطال أفريقيا 2008 خرج الفريق أيضا باكرا ولكن في دور المجموعات حيث حل ثالثا فقط بفارق الأهداف.
وبعدها جاء النجاح مع الفريق خلال دوري أبطال أفريقيا 2009 التي فاز بها تي بي مازيمبي. وحصل كالويتوكا على الحذاء الذهبي بعد أن سجل 8 أهداف. ما يعني تأهل تي بي مازيمبي للمرة الأولى لكأس العالم للأندية 2009. وكان اسم كالويتوكا حاضرا في التشكيلة التي شاركت في بطولة العالم حيث حل النادي سادسا من بين سبعة فرق متنافسة.
وفي بطولة العالم التالية التي أقيمت أيضا في الإمارات العربية المتحدة بلغ فريقه المباراة النهائية بعد أن سجل له كالويتوكا هدفه الثاني في البطولة أمام نادي إنترناسيونال البرازيلي ليصبح مازيمبي الفريق الأول خارج أوروبا وأمريكا الجنوبية الذي يصل لنهائي كأس العالم للأندية. وقد نجح الفريق بالحصول على المركز الثاني بعد أن تلقى هزيمة من إنتر ميلان الإيطالي ممثل أوروبا 3–0.
في عام 2011 وقع كالويتوكا عقدا يمتد لثلاث سنوات مع نادي الاهلي في قطر. ليحمل القميص رقم 15 وهو كان يستخدم نفس الرقم في مازيمبي.
حين كانت توضع اللمسات النهائية لصفقة الانتقال، حدث خلاف بين الأهلي ومازيمبي. وقد قرر الفيفا أن يحكم لصالح الاهلي، وأعلن اللاعب مؤهلا للعب في الدوري القطري.

## المسيرة الدولية
مثل كالويتوكا منتخب جمهورية الكونغو الديمقراطية لكرة القدم في 20 مناسبة سجل من خلالها 9 أهداف. وقد لعب مع المنتخب في تصفيات كأس العالم 2006 و2010 وأيضا تصفيات كأس الأمم الأفريقية لكرة القدم 2012.

## أهدافه الدولية
| # | الموعد         | المكان                                    | الخصم        | نتيجة | الحصيلة | المسابقة                                   |
| - | -------------- | ----------------------------------------- | ------------ | ----- | ------- | ------------------------------------------ |
| 1 | 3 يوليو 2004   | ملعب دا فارزيا، الرأس الأخضر              | الرأس الأخضر | 1 – 0 | 1 – 1   | تصفيات أفريقيا لكأس العالم لكرة القدم 2006 |
| 2 | 9 مايو 2009    | ملعب الشهداء، جمهورية الكونغو الديمقراطية | تنزانيا      | 1 – 0 | 2 – 0   | مباراة ودية                                |
| 3 | 9 مايو 2009    | ملعب الشهداء، جمهورية الكونغو الديمقراطية | تنزانيا      | 2 – 0 | 2 – 0   | مباراة ودية                                |
| 4 | 13 أكتوبر 2011 | ملعب الشهداء، جمهورية الكونغو الديمقراطية | الكاميرون    | 1 – 0 | 2 – 3   | تصفيات كأس الأمم الأفريقية لكرة القدم 2012 |
| 5 | 11 نوفمبر 2011 | ملعب سومهلولو الوطني، سوازيلاند           | إسواتيني     | 1 – 0 | 3 – 1   | تصفيات أفريقيا لكأس العالم لكرة القدم 2014 |
| 6 | 15 نوفمبر 2011 | ملعب الشهداء، جمهورية الكونغو الديمقراطية | إسواتيني     | 2 – 0 | 5 – 1   | تصفيات أفريقيا لكأس العالم لكرة القدم 2014 |
| 7 | 15 نوفمبر 2011 | ملعب الشهداء، جمهورية الكونغو الديمقراطية | إسواتيني     | 4 – 0 | 5 – 1   | تصفيات أفريقيا لكأس العالم لكرة القدم 2014 |
| 8 | 29 فبراير 2012 | ملعب لينيتي، سيشل                         | سيشل         | 1 – 0 | 4 – 0   | تصفيات كأس الأمم الأفريقية لكرة القدم 2013 |
| 9 | 29 فبراير 2012 | ملعب لينيتي، سيشل                         | سيشل         | 3 – 0 | 4 – 0   | تصفيات كأس الأمم الأفريقية لكرة القدم 2013 |

## الإنجازات
مع فريق تي. بي. مازيمبي
- بطل الدوري الكونغولي 2009
- دوري أبطال أفريقيا 2009: البطل
- كأس العالم لأندية كرة القدم 2009: السادس
- دوري أبطال أفريقيا 2010: البطل
- كأس العالم لأندية كرة القدم 2010: الثاني

## وصلات خارجية
- ديوكو كالويتوكا على موقع الاتحاد الدولي (مؤرشف)  (الإنجليزية)
- ديوكو كالويتوكا على موقع قاعدة بيانات كرة القدم.إي يو (الإنجليزية)
- ديوكو كالويتوكا على موقع ناشيونال فوتبول تيمز (الإنجليزية)
- ديوكو كالويتوكا على موقع Soccerway.com (الإنجليزية)
- ديوكو كالويتوكا على موقع عالم كرة القدم.نت (الإنجليزية)

ديوكو كالويتوكا على فرق كرة القدم الوطنية.كوم
- احصائيات على موقع الفيفا